# Championnat sud-américain de football de 1967
Navigation
Bolivie 1963 1975
Le Championnat sud-américain de football de 1967 est la vingt-neuvième édition du championnat sud-américain de football des nations, connu comme la Copa América depuis 1975, qui a eu lieu à Montevideo en Uruguay du 17 janvier au 2 février 1967.
Pour la première fois, un tour préliminaire est disputé entre novembre et décembre 1966. Seuls quatre pays sont concernés : le Chili et le Paraguay passent ce tour aux dépens de la Colombie et de l'Équateur.
Le Brésil et le Pérou déclarent forfait, le nombre de participants au championnat est par conséquent réduit de 8 à 6. Ceux-ci sont donc finalement l'Argentine, la Bolivie, le Chili, le Paraguay, l'Uruguay et le Venezuela (qui participe pour la première fois à la compétition).

## Résultats

### Tour préliminaire
| 30 novembre 1966 aller | Chili                                                         | 5 - 2 | Colombie               | Estadio Nacional de Chile, Santiago                        |                                                            |
|                        | Araya 7e · Campos 23e · Prieto 40e (pen.), 49e · Saavedra 61e |       | 71e Gamboa · 72e Cañón | Spectateurs : 80 000 Arbitrage : Arturo Yamasaki Maldonado | Spectateurs : 80 000 Arbitrage : Arturo Yamasaki Maldonado |

| 11 décembre 1966 retour | Colombie | 0 - 0 | Chili | El Campin, Bogota                                          |
|                         |          |       |       | Spectateurs : 17 000 Arbitrage : Arturo Yamasaki Maldonado |

| 21 décembre 1966 aller | Équateur                | 2 - 2 | Paraguay                            | Estadio Modelo, Guayaquil                         |                                                   |
|                        | Carrera 56e · Muñoz 58e |       | 85e (pen.) J.C. Rojas · 88e Apocada | Spectateurs : 47 000 Arbitrage : Duval Goicoechea | Spectateurs : 47 000 Arbitrage : Duval Goicoechea |

| 28 décembre 1966 retour | Paraguay                      | 3 - 1 | Équateur  | Estadio Manuel Ferreira, Asuncion             |                                               |
|                         | Mora 7e, 10e · Del Puerto 60e |       | 81e Muñoz | Spectateurs : 25 000 Arbitrage : César Orosco | Spectateurs : 25 000 Arbitrage : César Orosco |

### Phase de championnat
Les six équipes participantes disputent le championnat au sein d'une poule unique où chaque formation rencontre une fois ses adversaires. À la fin de la compétition, l'équipe classée première est sacrée championne d'Amérique du sud. C'est l'Uruguay qui remporte le titre (le onzième de son histoire) en terminant avec un point d'avance, grâce à une victoire décisive lors de la toute dernière journée contre l'Argentine (1-0), qui elle finit à la seconde place.

#### Classement final
|   | Équipe    | Pts | J | G | N | P | BP | BC | Diff |
| - | --------- | --- | - | - | - | - | -- | -- | ---- |
| 1 | Uruguay   | 9   | 5 | 4 | 1 | 0 | 13 | 2  | +11  |
| 2 | Argentine | 8   | 5 | 4 | 0 | 1 | 12 | 3  | +9   |
| 3 | Chili     | 6   | 5 | 2 | 2 | 1 | 8  | 6  | +2   |
| 4 | Paraguay  | 4   | 5 | 2 | 0 | 3 | 9  | 13 | -4   |
| 5 | Venezuela | 2   | 5 | 1 | 0 | 4 | 7  | 16 | -9   |
| 6 | Bolivie   | 1   | 5 | 0 | 1 | 4 | 0  | 9  | -9   |

| 17 janvier  | Uruguay   | 4 | 0 | Bolivie   |
| 18 janvier  | Chili     | 2 | 0 | Venezuela |
| 18 janvier  | Argentine | 4 | 1 | Paraguay  |
| 21 janvier  | Uruguay   | 4 | 0 | Venezuela |
| 22 janvier  | Argentine | 1 | 0 | Bolivie   |
| 22 janvier  | Chili     | 4 | 2 | Paraguay  |
| 25 janvier  | Paraguay  | 1 | 0 | Bolivie   |
| 25 janvier  | Argentine | 5 | 1 | Venezuela |
| 26 janvier  | Uruguay   | 2 | 2 | Chili     |
| 28 janvier  | Venezuela | 3 | 0 | Bolivie   |
| 28 janvier  | Argentine | 2 | 0 | Chili     |
| 29 janvier  | Uruguay   | 2 | 0 | Paraguay  |
| 1er février | Chili     | 0 | 0 | Bolivie   |
| 1er février | Paraguay  | 5 | 3 | Venezuela |
| 2 février   | Uruguay   | 1 | 0 | Argentine |

#### 1rejournée
| 17 janvier 1967 | Uruguay                                                             | 4 – 0 | Bolivie | Stade Centenario (Montevideo)                   |                                                 |
| | Rocha 5e · Montero Castillo 44e · Troncoso 55e (csc) · Oyarbide 81e | (2 - 0) |         | Spectateurs : 15 000 Arbitrage : Isidro Ramírez | Spectateurs : 15 000 Arbitrage : Isidro Ramírez |
| Bazzano - Baeza, Varela - Cincunegui, Montero Castillo, Caetano - Pérez ( 24e Salvá), Oyarbide, Vera, Rocha, Urruzmendi | Équipes                                                             | Cobo - Maldonado, Troncoso - Zabalaga, Quiroga, Ja. Herbas - Blacut, Camacho ( Vargas), Agreda, López ( Quinteros), Cortez |         | Spectateurs : 15 000 Arbitrage : Isidro Ramírez | Spectateurs : 15 000 Arbitrage : Isidro Ramírez |

| 18 janvier 1967 | Chili           | 2 – 0 | Venezuela | Stade Centenario (Montevideo)                  |                                                |
| | Marcos 12e, 41e | (2 - 0) |           | Spectateurs : 7 000 Arbitrage : Isidro Ramírez | Spectateurs : 7 000 Arbitrage : Isidro Ramírez |
| Olivares - Adriazola, Cruz - Figueroa, Villanueva, Hodge - Prieto, Araya, Marcos, Campos ( Gallardo), Saavedra ( Castro) | Équipes         | Fasano - Mota, Elie, Zarzalejo, Vidal ( G. González) - Ravelo, Gala ( Naranjo), Tortolero, Mendoza - Scovino, Santana |           | Spectateurs : 7 000 Arbitrage : Isidro Ramírez | Spectateurs : 7 000 Arbitrage : Isidro Ramírez |

| 18 janvier 1967 | Argentine                                               | 4 – 1 | Paraguay | Stade Centenario (Montevideo)               |                                             |
| | Más 23e · Bernao 71e · Artime 73e · Albrecht 89e (pen.) | (1 - 0) | Mora 67e | Spectateurs : 12 000 Arbitrage : Mario Gasc | Spectateurs : 12 000 Arbitrage : Mario Gasc |
| Roma - Ovejero, Marzolini - Acevedo, Albrecht, Calics - Bernao, González ( 75e Sarnari), Artime, Rojas ( 75e Raffo), Más | Équipes                                                 | Núñez ( Villanueva) - Patiño, Bobadilla - S. Rojas, Insfrán ( R. González), Miranda - J. C. Rojas, Apocada, Valdez, A. González ( Del Puerto), Mora |          | Spectateurs : 12 000 Arbitrage : Mario Gasc | Spectateurs : 12 000 Arbitrage : Mario Gasc |

#### 2ejournée
| 21 janvier 1967 | Uruguay                                | 4 – 0 | Venezuela | Stade Centenario (Montevideo)                      |                                                    |
| | Urruzmendi 5e, 34e · Oyarbide 62e, 68e | (2 - 0) |           | Spectateurs : 7 000 Arbitrage : Eunápio de Queiroz | Spectateurs : 7 000 Arbitrage : Eunápio de Queiroz |
| Bazzano - Baeza ( 55e Martínez), Varela - Cincunegui, Montero Castillo, Mujica - Salvá, Oyarbide, Vera ( 81e Acuña), Rocha, Urruzmendi | Équipes                                | Fasano - Mota, Elie, Zarzalejo, G. González, Naranjo - Gala, Tortolero, Mendoza ( P. González) - Ravelo ( Vidal), Santana |           | Spectateurs : 7 000 Arbitrage : Eunápio de Queiroz | Spectateurs : 7 000 Arbitrage : Eunápio de Queiroz |

| 22 janvier 1967                                                                                           | Argentine  | 1 – 0                                                                                              | Bolivie | Stade Centenario (Montevideo)                      |                                                    |
| | Bernao 67e | (0 - 0)                                                                                            |         | Spectateurs : 6 000 Arbitrage : Eunápio de Queiroz | Spectateurs : 6 000 Arbitrage : Eunápio de Queiroz |
| Roma - Ovejero, Marzolini - Acevedo, Albrecht, Calics - Bernao, González, Artime, Rojas ( 65e Veira), Más | Équipes    | Issa - Palenque, Quiroga - Zabalaga, Agreda, Je. Herbas - Blacut, Vargas, García, López, Quinteros |         | Spectateurs : 6 000 Arbitrage : Eunápio de Queiroz | Spectateurs : 6 000 Arbitrage : Eunápio de Queiroz |

| 22 janvier 1967                                                                                               | Chili                             | 4 – 2 | Paraguay                  | Stade Centenario (Montevideo)                      |                                                    |
| | Gallardo 9e, 44e · Araya 72e, 81e | (2 - 1) | Riveros 11e · Apocada 78e | Spectateurs : 6 000 Arbitrage : Roberto Goicoechea | Spectateurs : 6 000 Arbitrage : Roberto Goicoechea |
| Olivares - Adriazola, Cruz - Figueroa, Villanueva ( Herrera), Hodge - Prieto, Araya, Marcos, Gallardo, Castro | Équipes                           | Villanueva - Patiño, Bobadilla - S. Rojas, Insfrán, Miranda - J. C. Rojas ( Martínez), Apocada, Valdez ( Delgadillo), Riveros ( Del Puerto), Mora |                           | Spectateurs : 6 000 Arbitrage : Roberto Goicoechea | Spectateurs : 6 000 Arbitrage : Roberto Goicoechea |

#### 3ejournée
| 25 janvier 1967 | Paraguay       | 1 – 0 | Bolivie | Stade Centenario (Montevideo)                  |                                                |
| | Del Puerto 49e | (0 - 0) |         | Spectateurs : 5 000 Arbitrage : Enrique Marino | Spectateurs : 5 000 Arbitrage : Enrique Marino |
| Judis - R. Colmán, Bobadilla ( Patiño) - S. Rojas, R. González, Miranda - Martínez, Delgadillo, Del Puerto, Riveros, Mora | Équipes        | Issa - Palenque ( Maldonado), Quiroga - Zabalaga, Agreda ( Je. Herbas), Ja. Herbas - Blacut, Vargas, García, López, Quinteros |         | Spectateurs : 5 000 Arbitrage : Enrique Marino | Spectateurs : 5 000 Arbitrage : Enrique Marino |

| 25 janvier 1967 | Argentine                                         | 5 – 1 | Venezuela   | Stade Centenario (Montevideo)              |                                            |
| | Artime 18e, 65e, 88e · Carone 26e · Marzolini 50e | (2 - 0) | Santana 72e | Spectateurs : 2 500 Arbitrage : Mario Gasc | Spectateurs : 2 500 Arbitrage : Mario Gasc |
| Roma - Ovejero ( 62e Viberti), Marzolini - Acevedo ( 66e Rosl), Albrecht, Calics - Bernao, González, Artime, Sarnari, Carone | Équipes                                           | Fasano ( Colmenares) - Mota, Elie, Zarzalejo, G. González, Naranjo - Tortolero ( P. González), Mendoza - Scovino ( Gala), Ravelo, Santana |             | Spectateurs : 2 500 Arbitrage : Mario Gasc | Spectateurs : 2 500 Arbitrage : Mario Gasc |

| 26 janvier 1967 | Uruguay                         | 2 – 2 | Chili                    | Stade Centenario (Montevideo)                   |                                                 |
| | Rocha 15e (pen.) · Oyarbide 68e | (1 - 2)                                                                                                  | Gallardo 2e · Marcos 37e | Spectateurs : 30 000 Arbitrage : Isidro Ramírez | Spectateurs : 30 000 Arbitrage : Isidro Ramírez |
| Bazzano - Martínez, Varela - Cincunegui ( 82e Forlán), Montero Castillo ( 46e Techera), Caetano - Salvá, Oyarbide, Vera ( 61e Pérez), Rocha, Urruzmendi | Équipes                         | Olivares - Adriazola, Cruz - Figueroa, Herrera, Hodge - Prieto, Araya, Marcos ( Tobar), Gallardo, Castro |                          | Spectateurs : 30 000 Arbitrage : Isidro Ramírez | Spectateurs : 30 000 Arbitrage : Isidro Ramírez |

#### 4ejournée
| 28 janvier 1967 | Venezuela                              | 3 – 0 | Bolivie | Stade Centenario (Montevideo)               |                                             |
| | Scovino 59e · Santana 67e · Ravelo 84e | (0 - 0) |         | Spectateurs : 11 000 Arbitrage : Mario Gasc | Spectateurs : 11 000 Arbitrage : Mario Gasc |
| Colmenares - Mota, Elie, Zarzalejo, G. González, Naranjo - Tortolero ( P. González), Mendoza - Scovino ( Gala), Ravelo, Santana | Équipes                                | Issa ( Cobo) - Agreda, Quiroga - Zabalaga, Camacho, Ja. Herbas - Blacut ( Urdidínea), Vargas, García, Flores, Sánchez ( Quinteros) |         | Spectateurs : 11 000 Arbitrage : Mario Gasc | Spectateurs : 11 000 Arbitrage : Mario Gasc |

| 28 janvier 1967                                                                                               | Argentine                | 2 – 0 | Chili | Stade Centenario (Montevideo)                   |                                                 |
| | Sarnari 36e · Artime 80e | (1 - 0)                                                                                                  |       | Spectateurs : 14 000 Arbitrage : Isidro Ramírez | Spectateurs : 14 000 Arbitrage : Isidro Ramírez |
| Roma - Ovejero ( 55e Viberti), Marzolini - Acevedo, Albrecht, Calics - Bernao, González, Artime, Sarnari, Más | Équipes                  | Olivares - Adriazola, Cruz - Figueroa, Herrera, Hodge ( Moris) - Prieto, Araya, Marcos, Gallardo, Castro |       | Spectateurs : 14 000 Arbitrage : Isidro Ramírez | Spectateurs : 14 000 Arbitrage : Isidro Ramírez |

| 29 janvier 1967 | Uruguay                    | 2 – 0 | Paraguay | Stade Centenario (Montevideo)               |                                             |
| | Pérez 32e · Urruzmendi 66e | (1 - 0) |          | Spectateurs : 17 000 Arbitrage : Mario Gasc | Spectateurs : 17 000 Arbitrage : Mario Gasc |
| Mazurkiewicz - Baeza ( 73e Paz), Varela - Cincunegui, Montero Castillo ( 43e Techera), Mujica - Pérez, Oyarbide ( 46e Vera), Salvá, Rocha, Urruzmendi | Équipes                    | Judis - R. Colmán, Patiño - S. Rojas, R. González, Miranda - J. C. Rojas, Apocada ( Delgadillo), Del Puerto ( Riveros), Valdez, Mora |          | Spectateurs : 17 000 Arbitrage : Mario Gasc | Spectateurs : 17 000 Arbitrage : Mario Gasc |

#### 5ejournée
| 1er février 1967 | Chili   | 0 – 0 | Bolivie | Stade Centenario (Montevideo)                      |                                                    |
| |         | (0 - 0) |         | Spectateurs : 1 500 Arbitrage : Roberto Goicoechea | Spectateurs : 1 500 Arbitrage : Roberto Goicoechea |
| Olivares - Adriazola ( Castañeda), Cruz - Figueroa, Herrera, Hodge ( Tobar) - Prieto, Araya, Marcos, Gallardo, Castro | Équipes | Issa - Agreda, Quiroga - Zabalaga, Camacho, Je. Herbas - Blacut, Vargas, García ( Urdidínea), Ja. Herbas, Sánchez |         | Spectateurs : 1 500 Arbitrage : Roberto Goicoechea | Spectateurs : 1 500 Arbitrage : Roberto Goicoechea |

| 1er février 1967 | Paraguay                                                          | 5 – 3 | Venezuela                             | Stade Centenario (Montevideo)                  |                                                |
| | A. González 11e · J. C. Rojas 16e, 29e · Mora 22e · R. Colman 81e | (4 - 1) | Mendoza 3e · Santana 77e · Ravelo 89e | Spectateurs : 1 500 Arbitrage : Enrique Marino | Spectateurs : 1 500 Arbitrage : Enrique Marino |
| Judis ( Núñez) - R. Colmán, Bobadilla - Patiño, R. González ( M. Colmán), Miranda - J. C. Rojas, Apocada, A. González, Valdez ( Garay), Mora | Équipes                                                           | Colmenares ( Fasano) - Mota, Elie, Zarzalejo, G. González, Naranjo - Gala ( Scovino), Tortolero ( O. González), Mendoza - Ravelo, Santana |                                       | Spectateurs : 1 500 Arbitrage : Enrique Marino | Spectateurs : 1 500 Arbitrage : Enrique Marino |

| 2 février 1967 | Uruguay   | 1 – 0 | Argentine | Stade Centenario (Montevideo)               |                                             |
| | Rocha 74e | (0 - 0) |           | Spectateurs : 65 000 Arbitrage : Mario Gasc | Spectateurs : 65 000 Arbitrage : Mario Gasc |
| Mazurkiewicz - Baeza, Varela - Cincunegui ( 82e Forlán), Paz, Mujica - Pérez, Oyarbide ( 46e Vera), Salvá ( 63e Techera), Rocha, Urruzmendi | Équipes   | Roma - Rattín, Marzolini - Acevedo, Albrecht, Calics - Bernao ( 75e Raffo), González, Artime, Sarnari ( 80e Rojas), Más ( 75e Carone) |           | Spectateurs : 65 000 Arbitrage : Mario Gasc | Spectateurs : 65 000 Arbitrage : Mario Gasc |

| Championnat sud-américain de football de 1967 - Vainqueur Uruguay 11e titre |

## Meilleurs buteurs
5 buts
- Luis Artime

4 buts
- Jorge Oyarbide

3 buts
- Julio Gallardo
- Rubén Marcos
- Pedro Rocha
- José Urruzmendi
- Rafael Santana